# Tabu (film 1931)
Tabu (Tabu) – amerykański film z 1931 zrealizowany na południowym Pacyfiku, w egzotycznej scenerii Polinezji. Historia nieszczęśliwej miłości poławiacza pereł do pięknej kapłanki. 
W 1931 operator filmowy Floyd Crosby otrzymał Oscara za najlepsze zdjęcia do Tabu. W 1994 film został wpisany na listę National Film Registry.

## Obsada
- Anne Chevalier jako dziewczyna (Reri)
- Matahi jako chłopak
- Bill Bambridge jako policjant (Jean)
- Hitu jako stary wojownik